# Leptotes cassius

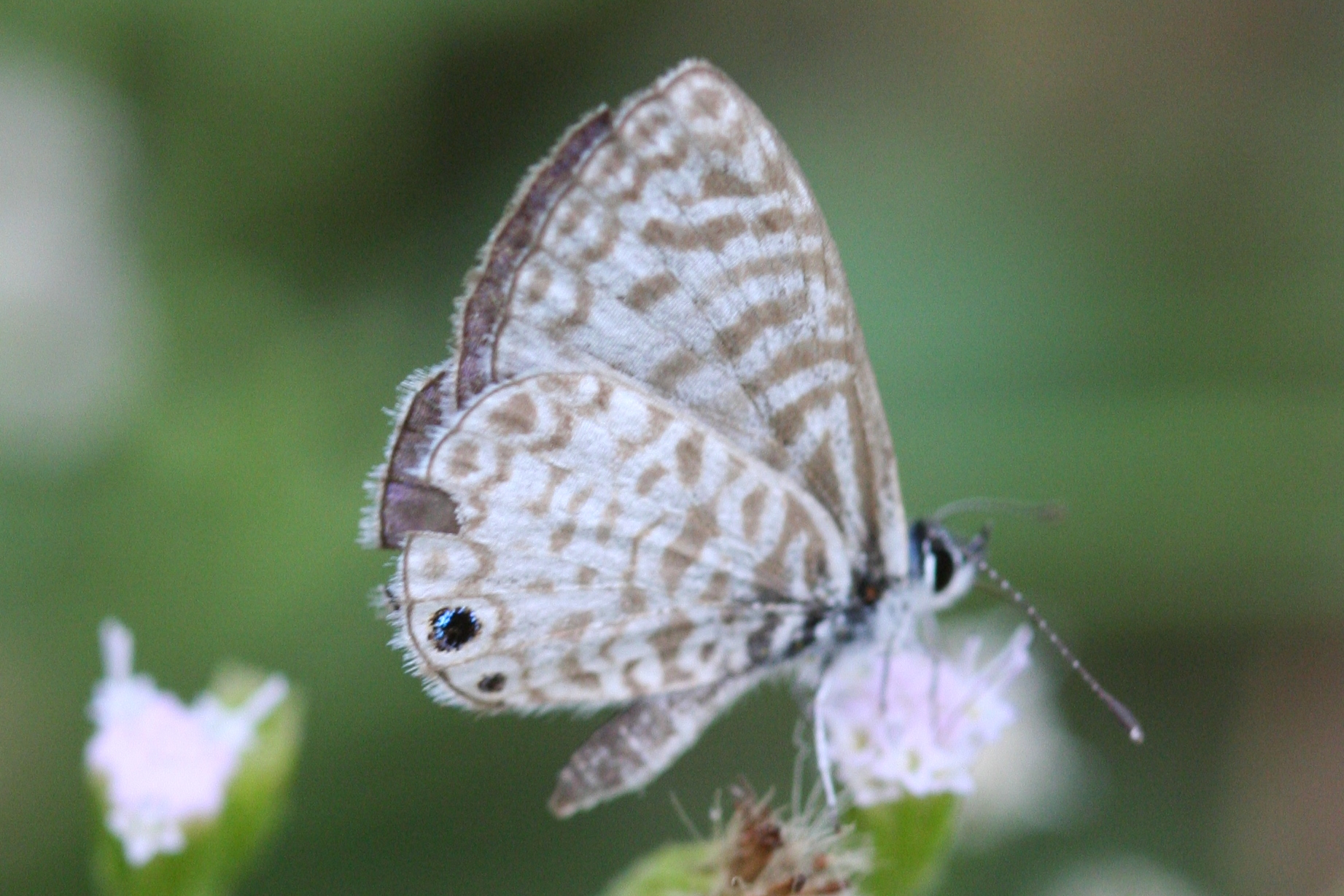
Con bướm

Leptotes cassius là một loài bướm ngày thuộc họ Lycaenidae. Nó được tìm thấy ở Florida và the Keys, Texas phía nam through the Caribbean, México, và Trung Mỹ đến Nam Mỹ. Strays can be được tìm thấy ở New Mexico, Kansas, Missouri và South Carolina.
Sải cánh dài 20–35 mm.
Sâu bướm feed natively on Fabaceae. Foodplants on record are Amorpha crenulata, Woolly Rattlepod (Crotalaria incana), Galactia regularis và Lima Bean (Phaseolus lunatus). It can also successfully develop feeding on Cape Leadwort (Plumbago auriculata) or Doctorbush (P. scandens), which (among the eudicots) are not closely related đến its usual foodplants.

## Phụ loài
- Leptotes cassius cassius – Suriname
- Leptotes cassius catilina
- Leptotes cassius theonus (Lucas, 1857) – Florida, Cuba, Bahamas, Greater Antilles
- Leptotes cassius cassidula (Boisduval, 1870)[2] – Texas, Mexico, Honduras
- Leptotes cassius cassioides – Dominica
- Leptotes cassius striata

L. c. theonus (and consequently L. cassius itself) is the loài điển hình of the chi Leptotes.

## Hình ảnh

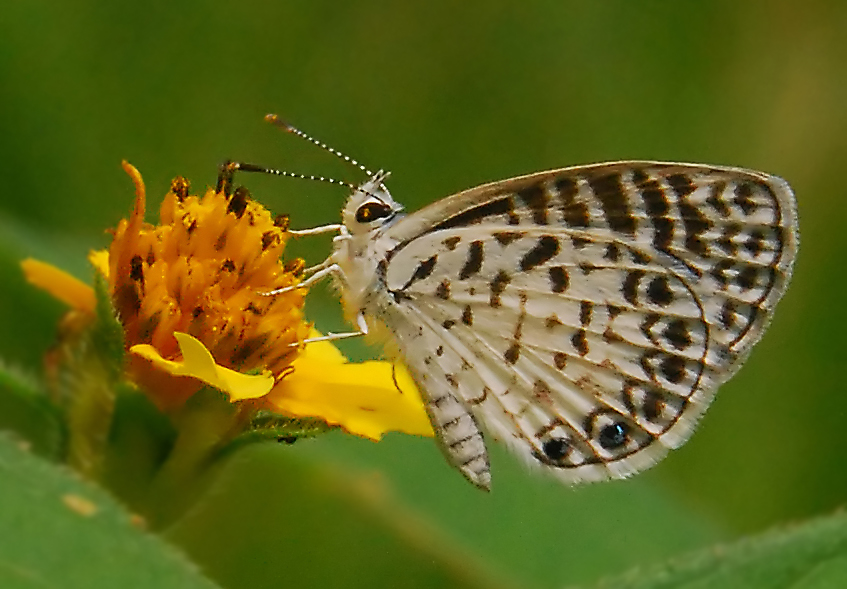
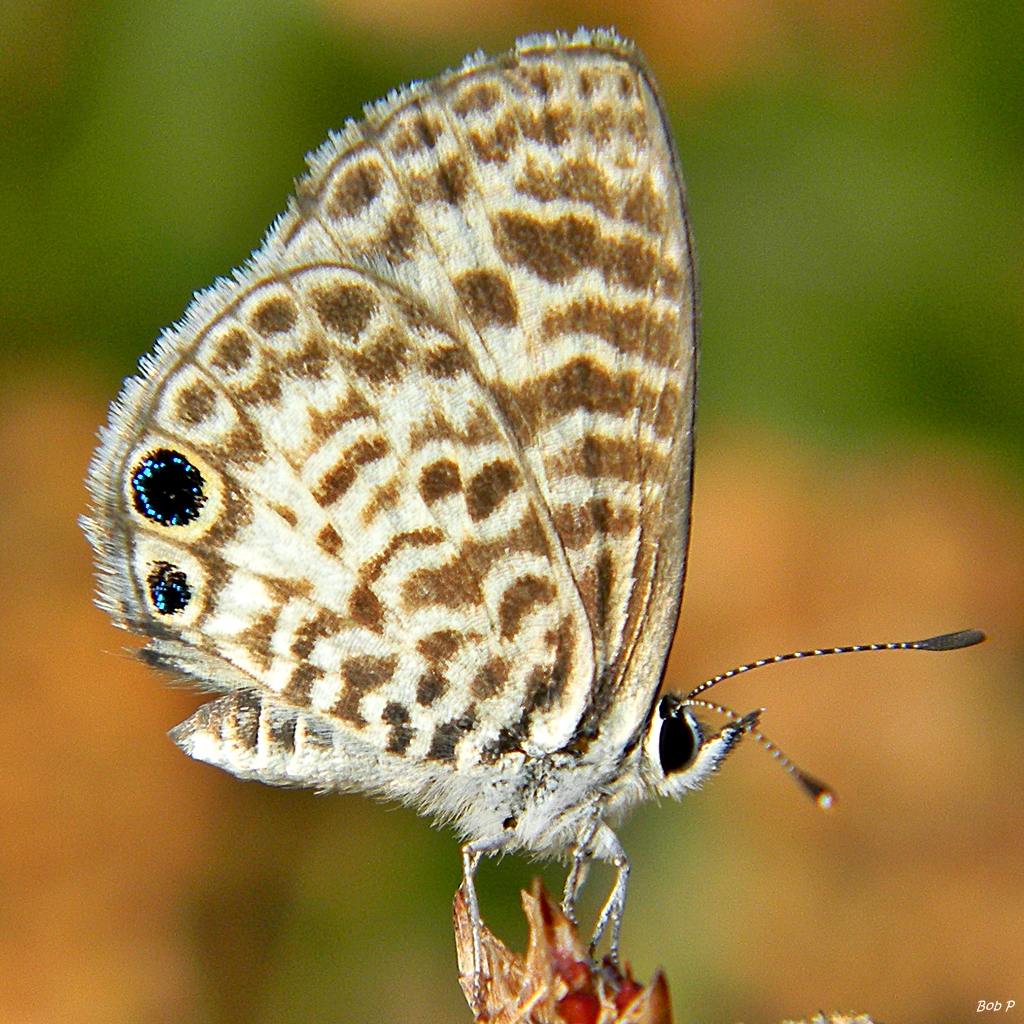
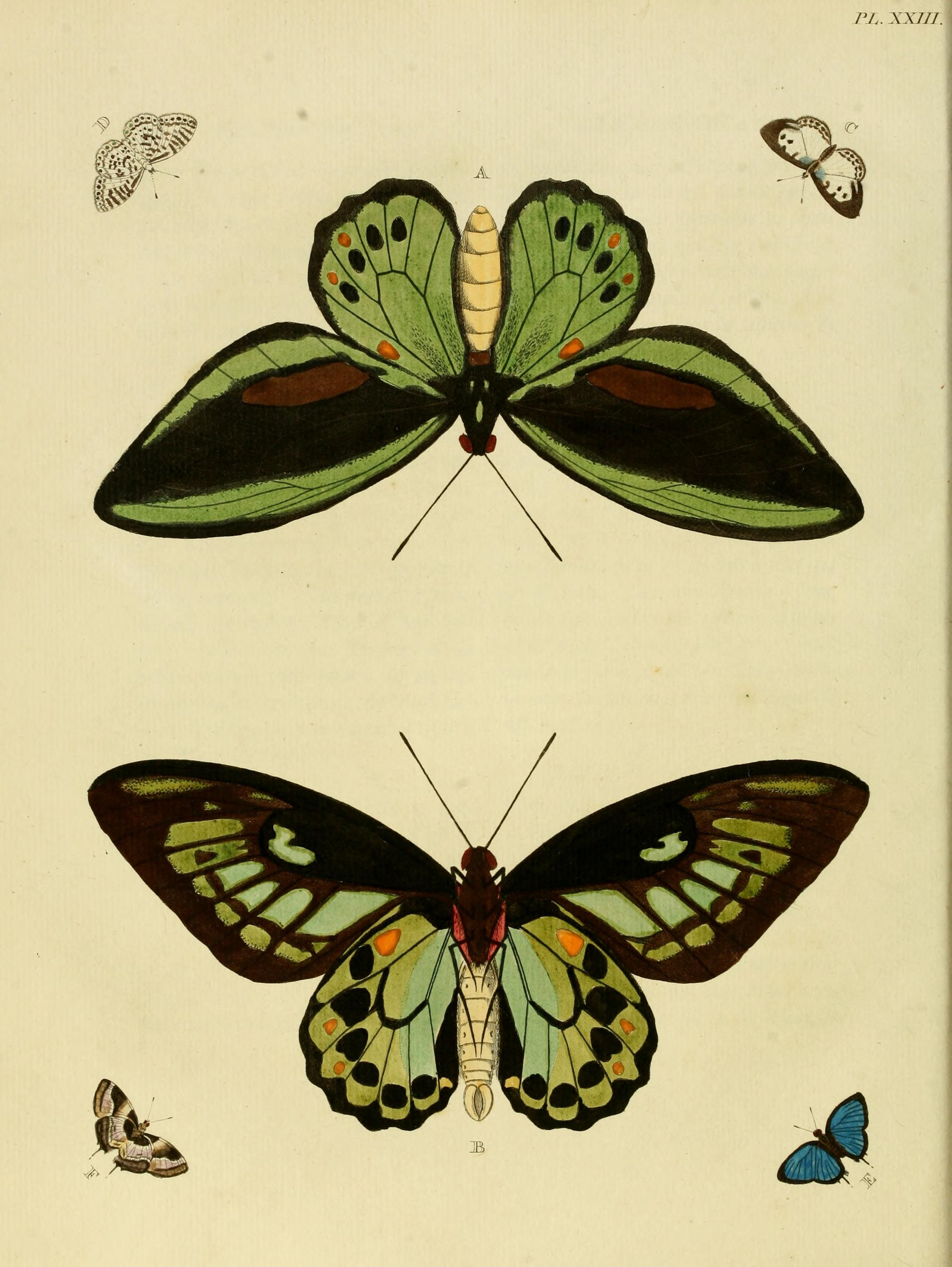
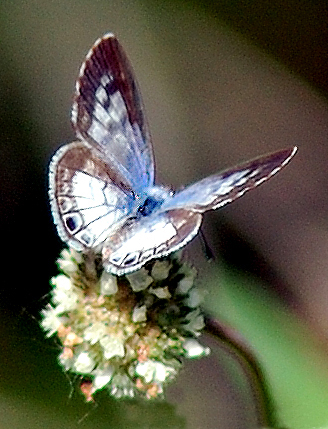